# Francesco Prudenzano
Francesco Prudenzano (Manduria, 12 settembre 1823 – Napoli, 19 gennaio 1909) è stato un patriota, docente e scrittore italiano.

## Biografia
Durante la Prima Guerra d'Indipendenza Italiana combatté contro gli austriaci a Venezia, divenne vicedirettore della Biblioteca universitaria di Napoli nel 1860. Insegnò Estetica e Storia della Letteratura Italiana come docente privato presso l'Università di Napoli. Oltre alle opere scientifiche, ha pubblicato versi, racconti e opere teatrali.

## Opere
- Instituzioni di arte poetica, seguite da un dialogo del Mamiani e da un discorso del Manzoni, Napoli 1848 (e edizioni successive);
- Opere di Luigi Carrer ; con cenni biografici sull'autore raccolti da Francesco Prudenzano, Napoli F.Rossi, 1852;
- Lezioni di estetica per Vincenzo De Castro, con note di F. P., Napoli 1854;
- Alcune prose di Pietro Giordani, con discorso ed illustrazioni filologiche ed estetiche di F. P., Napoli 1855;
- Ammaestramenti degli antichi per Bartolomeo di San Condordio, con note di F. P., Napoli 1856;
- Saggio su gli errori popolari degli antichi di Giacomo Leopardi, con una lettera di Prospero Viani a Giambattista Niccolini, con discorso e note filosofiche e morali di F. P., Napoli 1856;
- Francesco d’Assisi e il suo secolo, considerato in relazione con la politica, cogli svolgimenti del pensiero e colla civiltà. Studii, Napoli 1858 (e edizioni successive);
- Lettera di Francesco Prudenzano a Victor Cousin, Napoli 10 luglio 1858;
- Manuale della storia della letteratura italiana di Francesco Salfi, continuata fino ai nostri giorni da F. P., Napoli 1863;
- Storia della letteratura italiana del secolo XIX. Pensieri e giudizi, Napoli 1864 (e edizioni successive). ~ Opere in rete; in rete anche la Storia della letteratura italiana del secolo XIX.